# فیات ۸۵۰

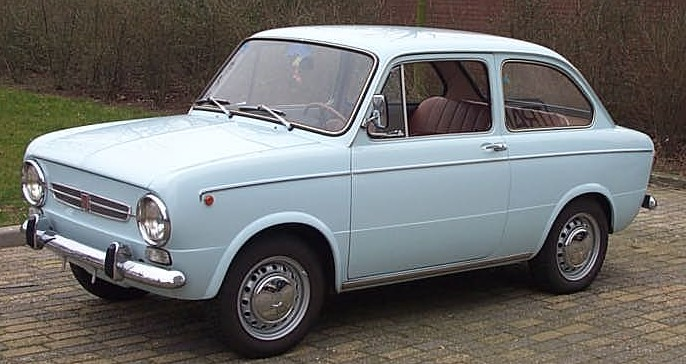

فیات ۸۵۰ (Fiat 850) خودرویی است که در سال‌های ۱۹۶۴ تا ۱۹۷۳تولید شده‌است.
طراحی آن خودروهای موتور عقب-محور عقب بوده طول آن در حالت طبیعی ۳٬۵۷۵ میلیمتر (۱۴۰٫۷ اینچ)، عرض آن در حالت طبیعی ۱٬۳۸۵ میلیمتر (۵۴٫۵ اینچ) و ارتفاع آن در حالت طبیعی ۱٬۳۸۵ میلیمتر (۵۴٫۵ اینچ) است. 

## نگارخانه

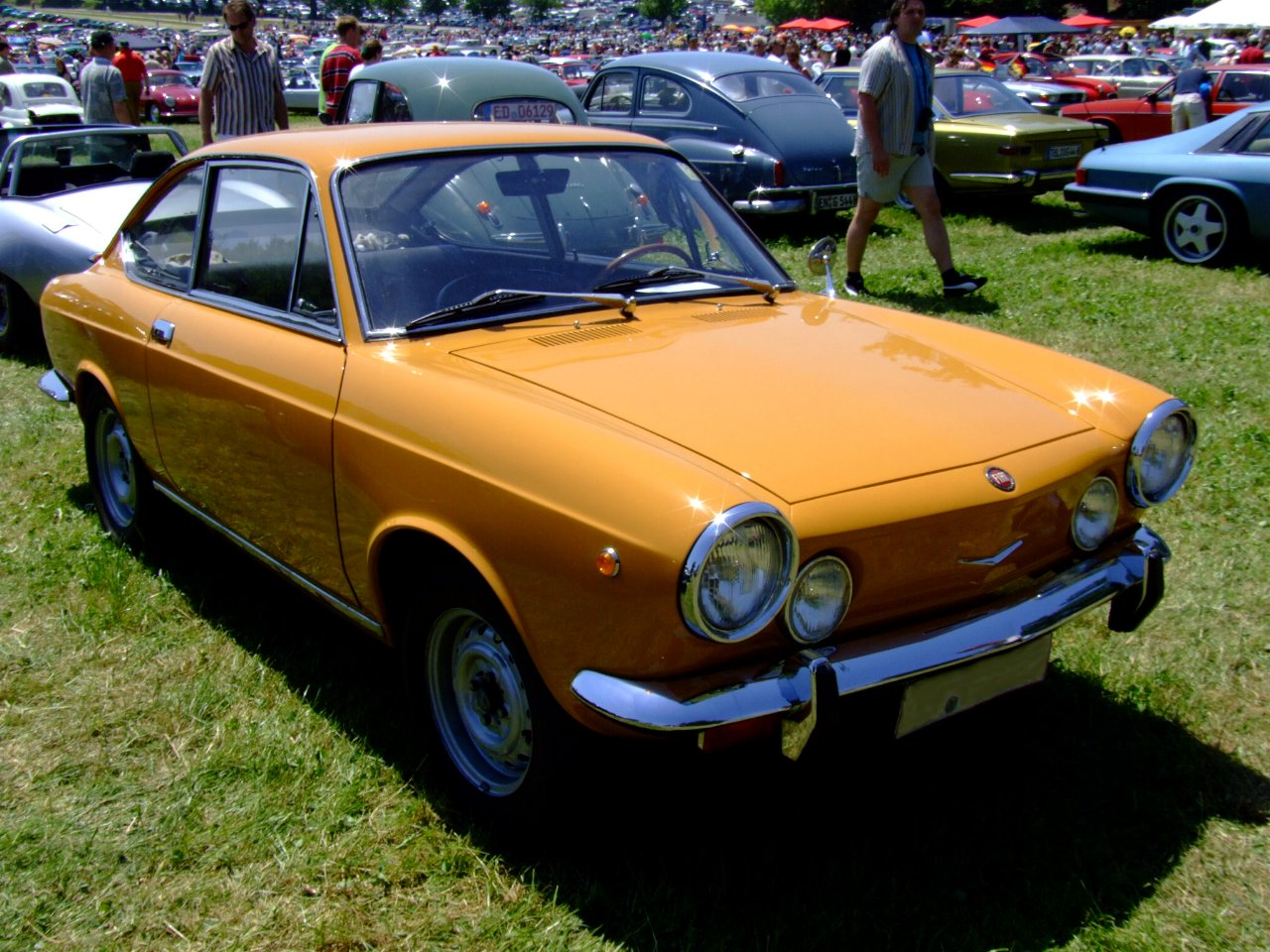
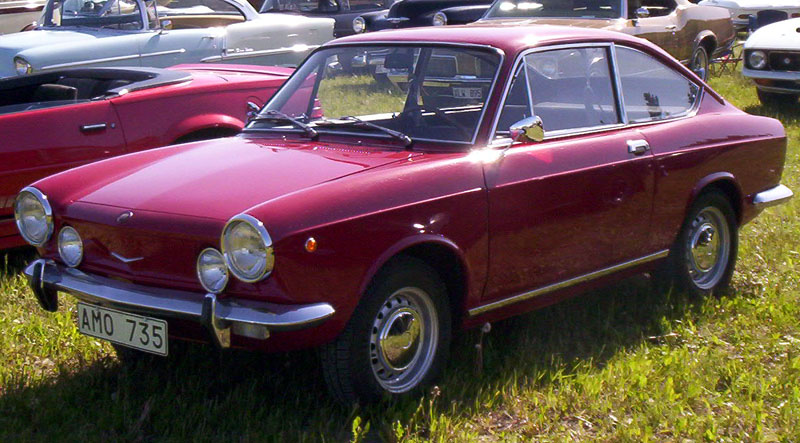
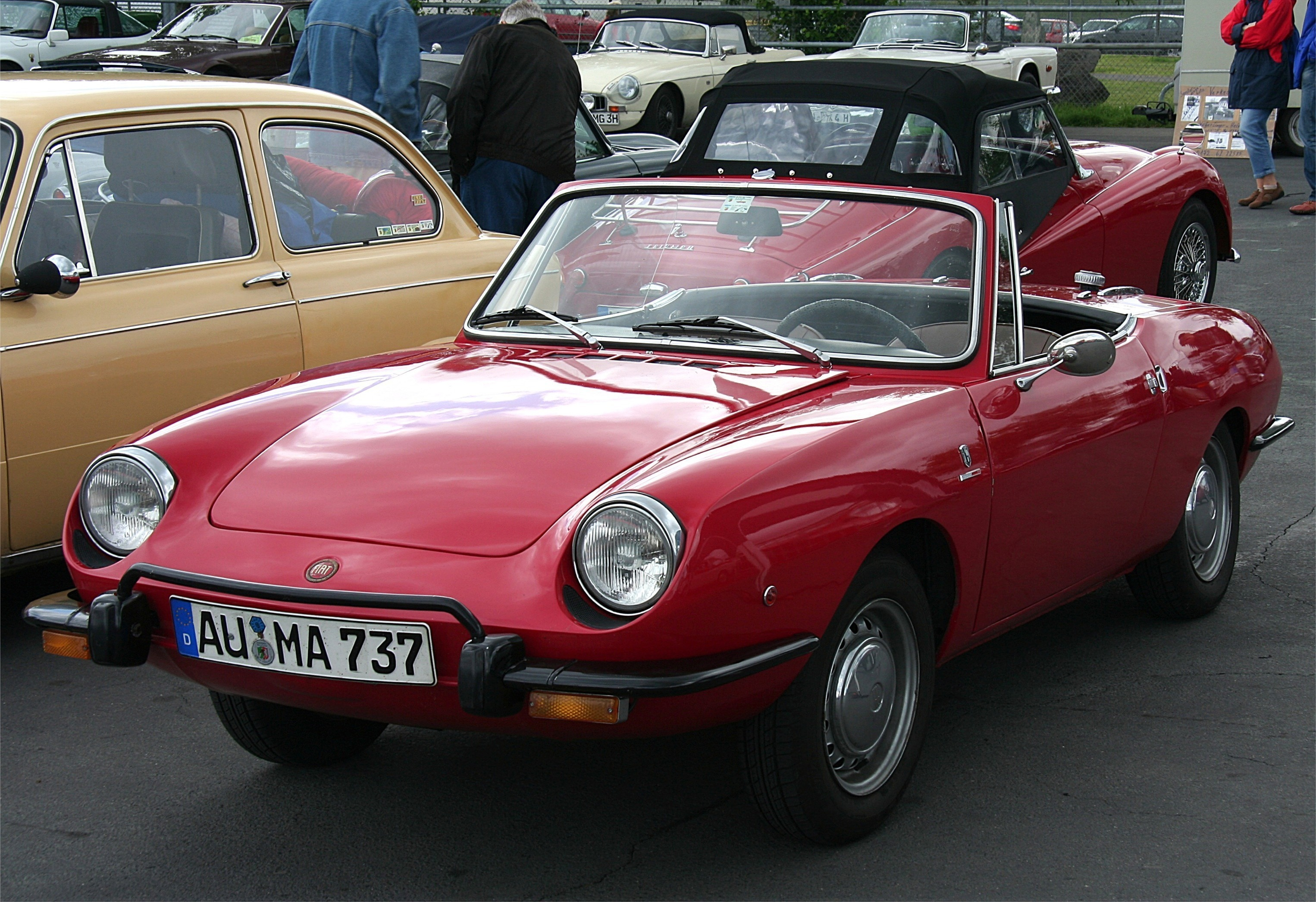